# Shimoda
Shimoda (下田市 Shimoda-shi?) es una ciudad y un puerto en Shizuoka, Japón. En 2003 la ciudad tenía una población estimada de 27.256 habitantes y una densidad de población de 260,40 habitantes por kilómetro cuadrado. La superficie ocupada por la ciudad es de 104,76 kilómetros cuadrados.
El puerto fue abierto por las tropas americanas gracias al Tratado de Kanagawa, negociado por el oficial Matthew Perry y firmado el 31 de marzo de 1854.
Shimoda es famosa por sus playas. Las playas de Tadadohama, Ohama y Iritahama atraen a miles de turistas cada año a la ciudad, siendo también famosa por la variedad de deportes acuáticos que se pueden practicar. La playa de Iritahama es votada, casi todos los años, como la mejor de todo Japón.